# Vad (Brașov)
Vad (veraltet Vadul Șercaiei; deutsch Waadt oder Waden, ungarisch Vád) ist ein Dorf im Kreis Brașov in der Region Siebenbürgen in Rumänien. Es ist Teil der Gemeinde Șercaia (Schirkanyen).

## Geschichte
Der Ort wurde erstmals 1390 urkundlich erwähnt.

## Sehenswürdigkeiten
- Auf dem Areal des Dorfes befindet sich die 60 Hektar große Narzissenwiese Vad (rumänisch Dumbrava narciselor), mit 100 Jahre alten Eichen. Die wild wachsenden Narzissen sind wegen den zahlreichen Touristen zur Blütezeit stark gefährdet.[3] Die Wiese ist ein Naturschutzgebiet der Region.

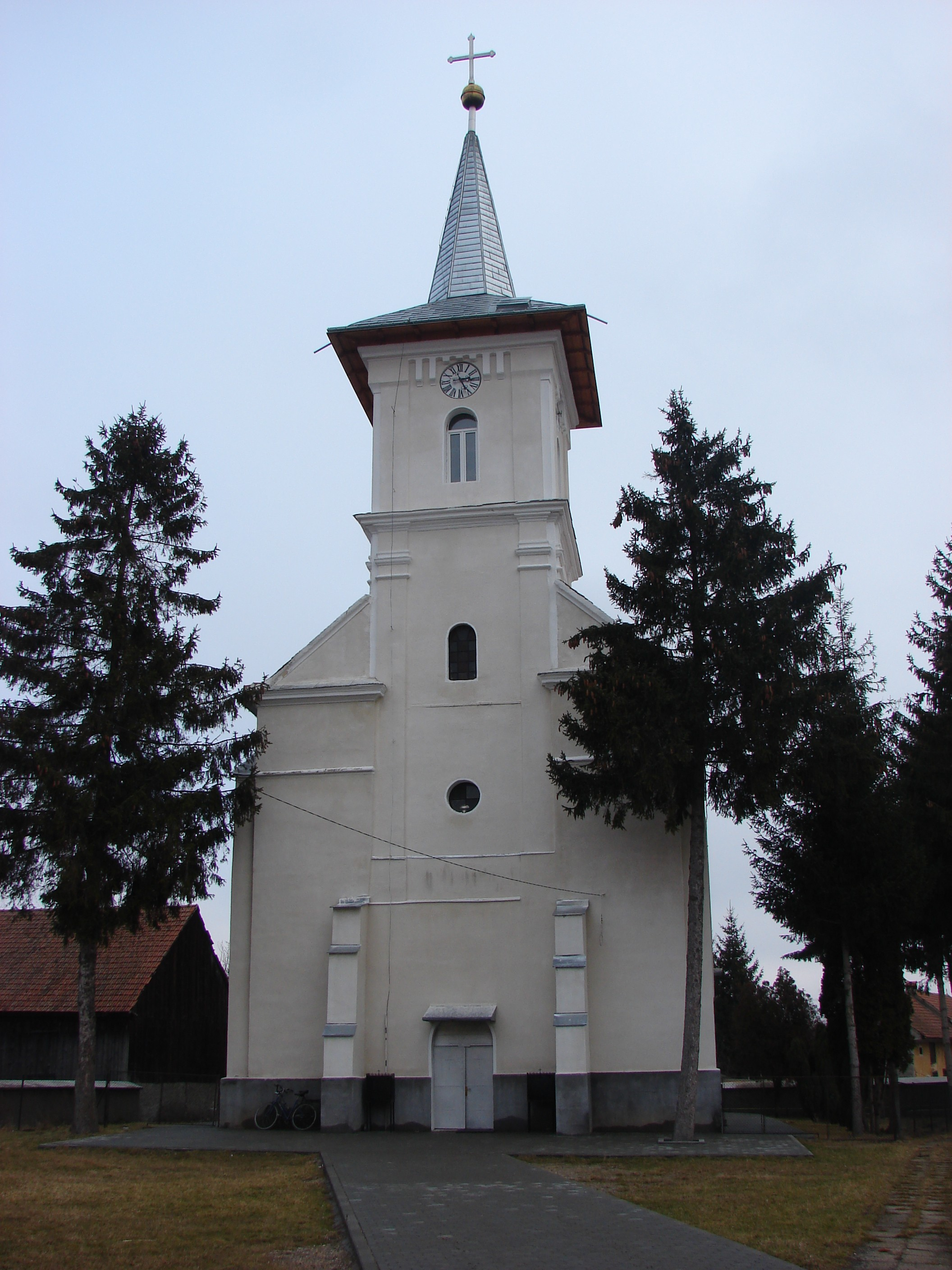
Kirche in Vad (2009)
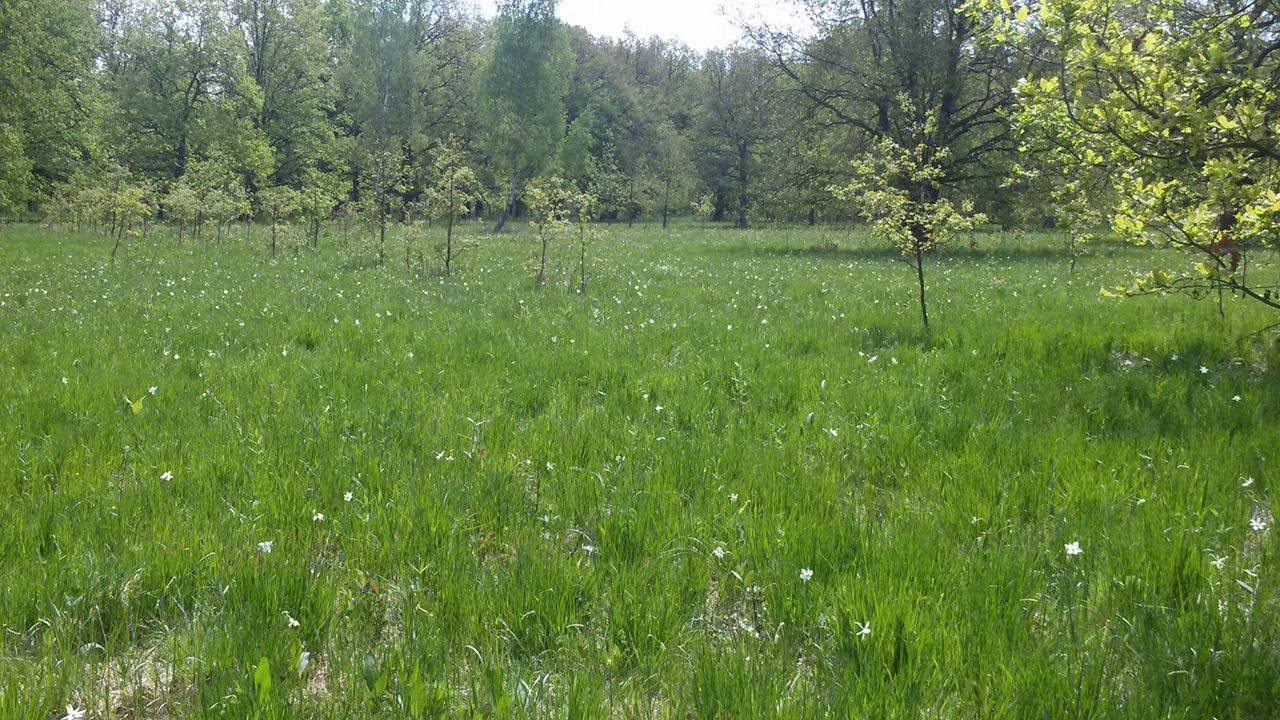
Narzissenwiese in Vad

## Persönlichkeiten
- Augustin Bunea (1857–1909), Mitglied der Rumänischen Akademie (1909).[4]